# デジタイズド・スカイ・サーベイ

DSSのデータから作成したイータカリーナ星雲の画像。このように、数多くの星野写真がDSSのデータを基に作成されている。

デジタイズド・スカイ・サーベイ（Digitized Sky Survey、DSS）は、幾つかの広域掃天観測によって永年蓄積された写真乾板をデジタル化した、全天の写真星図データベースである。電子計算機で扱えるデジタルデータとして、宇宙望遠鏡科学研究所（STScI）が全天の写真星図を作成、公開しており、WWW上で利用できる。

## 経緯
DSSの計画は元々、ガイド星星表（GSC）作成の副産物が原点である。ハッブル宇宙望遠鏡の運用と観測計画立案を効率化するため、シュミット望遠鏡を用いた広域掃天観測で得られた写真乾板を基にして、恒星カタログGSCが作成された。GSCの編集にあたって、恒星の位置や等級を得るために、写真乾板をデジタル化したものが用いられた。このデジタル化した写真乾板を、星図として活用することを目指したのが、DSSである。

## 世代及び元データ
DSSの初版が公開されたのは、1994年のことで、そこから"Digitized Sky Survey"という名称も使用され始めた。後に、大幅にデータが追加されたものが公開されたので、1994年の初版は、後付けで「第1世代」DSS（DSS-I）として認知されている。DSS-Iでデジタル化された写真星図は、北天のデータの殆どが、1950年代に実施されたパロマー天文台スカイサーベイ（Palomar Observatory Sky Survey、POSS）の第1期掃天観測（POSS-I）のE乾板が元になっている。南天のデータは、オーストラリアのサイディング・スプリングにあるアングロ・オーストラリアン天文台のUKシュミット望遠鏡によって得られたもので、1970年代に英国科学工学研究会議（Science and Engineering Research Council、SERC）の資金提供でエジンバラ王立天文台が始めた掃天観測の、SERC-J星図及び赤道帯へ拡張したSERC-EJ星図が元になっている。全天で、1,541枚の写真乾板がデジタル化された。

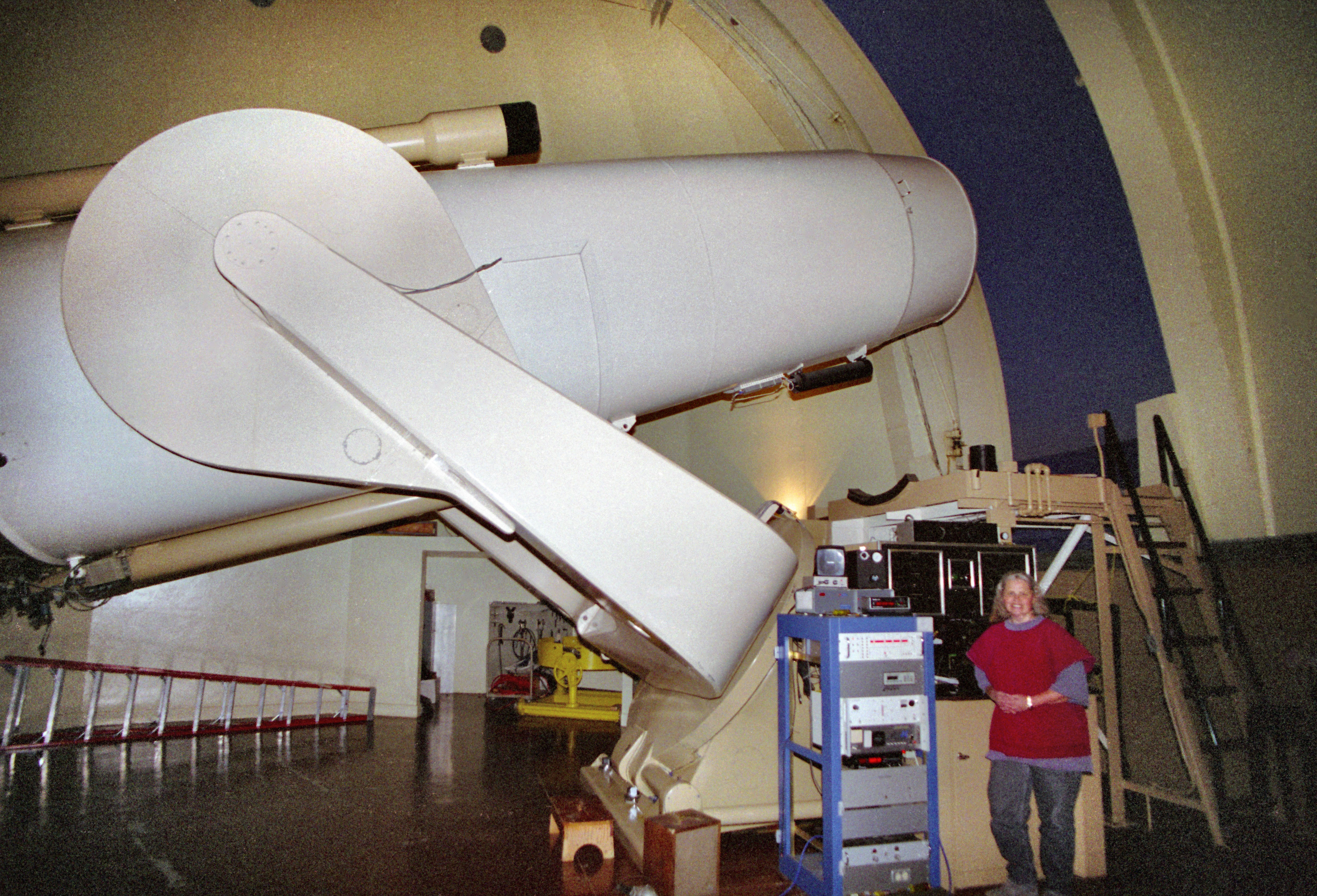
パロマー天文台スカイサーベイ（POSS）の観測を行ったサミュエル・オスキン望遠鏡

DSS-Iの公開準備を進めている間も、STScIでは更なる写真星図のデジタル化、カタログ化、公開の計画が進められていた。DSS-Iが公開された時点では中途段階にあった、1980年代後半以降の新しい掃天観測による大量のデータが加えられ、デジタル化手法も改良して、「第2世代」DSS（DSS-II）が公表された。DSS-IIでデジタル化された写真乾板は、北天がパロマー天文台のサミュエル・オスキン望遠鏡を用いて実施された第2期パロマー天文台スカイサーベイ（POSS-II）、南天がUKシュミット望遠鏡による第2期南天（Second Epoch South、SES）掃天観測と、SERCの近赤外線及び赤道帯の赤色光掃天観測（SERC-I、SERC-ER）のものからなっている。DSS-IとDSS-IIでデジタル化された写真乾板の総数は、およそ8,000枚に上る。

## デジタル化
DSSは、STScIのカタログ・サーベイ部門（Catalogue and Survey Branch、CASB）によって作成された。STScIが所有する、走査型のマイクロデンシトメータ（パーキンエルマー社・PDS 2020G）によって、写真乾板をデジタル化した。
DSS-Iでは、写真乾板上の25ミクロン四方がデジタル画像の1ピクセルに相当する解像度で、実際の星図にすると1ピクセルが1.7秒角に相当する。写真乾板1枚を走査してできたデジタル画像は、14,000ピクセル×14,000ピクセルの大きさで、データ容量は約0.4GBとなった。写真乾板1枚をデジタル化するのに丸一日を要した。デジタル化した写真は、データ容量が非常に大きく、そのままでは配布することができなかったため、2次元ハール変換の手順を用いて、データを圧縮した。この処理手順は非可逆だが、高い圧縮率でかつ元の乾板が持つ情報をよく保持することができる。DSS-Iでは、10倍に圧縮したデータと、100倍に圧縮したデータが用意され、10倍圧縮データは、圧縮前のデータと遜色ない品質を保っていることが確認されている。
DSS-IIでも、基本的な手法はDSS-Iと同じである。但し、制御機構の改良、レーザー光学系の精度向上、計測器の多チャンネル化などが施され、解像度の向上と走査時間の短縮が図られ、丸一日で3枚の写真乾板をデジタル化できるまでになった。DSS-IIでは、写真乾板上の15ミクロン四方をデジタル画像の1ピクセルに割り当て、実際の星図上で1ピクセルが1.0秒角に相当する解像度となった。デジタル画像1枚の大きさは23,040ピクセル×23,040ピクセルで、データ容量は1.1GB、全画像データを合計すると、GSS-Iと合わせて8TBに達する。データの圧縮は、DSS-Iと同じ処理手順で行われ、圧縮率も結果的にDSS-Iと同じ10倍となった。
DSSを作成する過程で生まれた、科学的な副産物も幾つか、STScI/CASBから発表されている。特に注目されたのは、DSSの測光較正データで、全天のデジタル星図から測光ができるようになっている。元が写真乾板で、古いものは画質が劣ることもあるが、最高で0.05等級程度の測光精度が期待できる。

## 公開
DSS-Iは1994年、10倍圧縮版をSTScIと太平洋天文学会（ASP）が、南天61枚、北天40枚、較正用の補足データ及びデータ利用の為のソフトウェア1枚、計102枚のCD-ROMにデータを収め公開することが発表された。一方、100倍圧縮データは、教育利用やアマチュア用途などを想定したもので、北天9枚・南天11枚組のCD-ROMが"RealSky"としてASPから発表された。DSS-IIは、数年かけて段階的に発表されており、DSSの完成を重視し計画遂行を支援してきた世界各地の協力機関に配布され、公開されている。現在、それらのデータは、STScIや協力機関が提供するWWW上のデータベースとして利用できる。

## 協力機関
- トリノ天文台（英語版）
- ヨーロッパ南天天文台
- ジェミニ天文台
- 欧州宇宙機関
- カナダ天文データセンター（Canadian Astronomy Data Centre）
- ストラスブール天文データセンター
- アングロ・オーストラリアン天文台
- 国立天文台（NAOJ）
- 北京天文台